# Josef Stefan
Josef Stefan, in. Jožef Stefan (ur. 24 marca 1835 w St. Peter, zm. 7 stycznia 1893 w Wiedniu) – austriacko-słoweński fizyk, od 1863 profesor Uniwersytetu Wiedeńskiego oraz dyrektor Instytutu Fizyki w Wiedniu. W roku akademickim 1876-1877 rektor Uniwersytetu. Zajmował się głównie optyką i termodynamiką, w tym kinetyczną teorią gazów.
W 1878 roku stwierdził doświadczalnie zależność zdolności emisyjnej ciała doskonale czarnego od jego temperatury. Jego odkrycie jest znane jako prawo Stefana-Boltzmanna.
Uczniem Stefana był fizyk Ludwig Boltzmann.